# میلاد سلیمان فلاح
میلاد سلیمان فلاح (۲۴ شهریور ۱۳۶۵) یک بازیکن فوتبال اهل ایران است.